# Aubach (bei Schwerin)

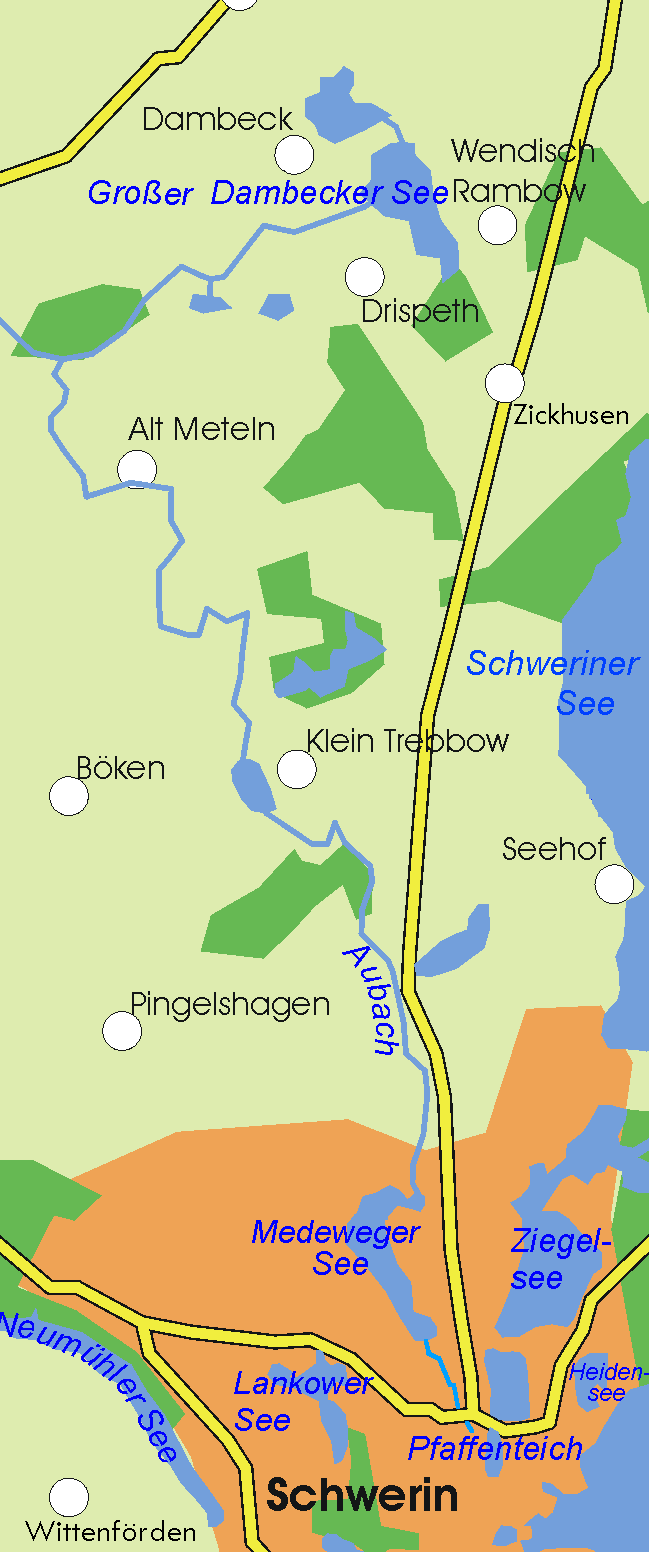
Bachverlauf

Der Aubach (im Oberlauf auch Seegraben) ist ein Bach im Nordwesten Mecklenburg-Vorpommerns und entspringt dem Kleinen Dambecker See im Naturschutzgebiet Dambecker Seen etwa 12 Kilometer südlich von Wismar. Um 1870 begann man in diesem Gebiet mit der Binnenentwässerung. Die beiden Dambecker Seen wurden durch einen Graben verbunden und das Wasser durch einen Anschluss in den Aubach geleitet. Auf seinem weiteren Weg in Richtung Süden durchfließt der Bach den Trebbower See, den Barner Stücker See und nach Passieren des Aubachtals mit den teils angrenzenden Feuchtwiesen, in die sich der Aubach bei hohen Wasserständen ergießt, den Medeweger See. Ohne Hindernisse kann man den Aubach ab dem Barner Stücker See nur mit Paddelbooten befahren. Die Hinweise zum Verhalten in Landschaftsschutzgebieten auf und um den Medeweger See sind während der Bachfahrt zu befolgen. In der Innenstadt von Schwerin mündet der Aubach in den künstlich aufgestauten Pfaffenteich. Dieser fließt über Ziegel- und Heidensee in den Schweriner See ab.
- Der Aubach gehört im Bereich des Medeweger Sees zum Landschaftsschutzgebiet Schweriner Innensee, Ziegelaußensee und Medeweger See. Es ist verboten den Medeweger See mit Booten und anderen Wasserfahrzeugen zu befahren, ausgenommen davon sind Kanuten auf der Durchfahrt[2].

Die Gesamtlänge des Aubachs beträgt 24 Kilometer, das Einzugsgebiet 120 km². Oberhalb des Medeweger Sees weist das Gewässer vor allem durch Einträge aus der Landwirtschaft in der Regel hohe Nährstoffkonzentrationen und niedrige Sauerstoffsättigungswerte auf. Bessere Gütewerte werden regelmäßig erst unterhalb des Medeweger Sees festgestellt, da die durchflossenen Seen die Nährstoffe aufnehmen.
Vor der Mündung in den Pfaffenteich befand sich die bis 1914 betriebene Bischofsmühle, deren Reste in den 1930er Jahren abgebrochen wurden und von der heute nur noch Fundamentreste zu erkennen sind. Eine Gastwirtschaft gleichen Namens gab es noch 1971 auf dem Gelände am Aubach. Ebenfalls vor der Einmündung, nahe dem Bürgermeister-Bade-Platz, ist Schwerins ältestes erhaltenes und heute funktionsloses Brückenbauwerk aus dem Jahr 1773 zu sehen. Es ist in einem sanierungsbedürftigen Zustand. Der als Pfaffenteich (früher: Mühlenteich) aufgestaute Aubach diente zudem zum Betrieb der gräflichen Mühle am Südufer. Der Bachlauf im Norden Schwerins ist für eine sportliche Fahrt geeignet. Die Wassersportler müssen teils niedrigen Brücken unterfahren, dafür sind neue Blicke auf die Schweriner Nordstadt zu entdecken.

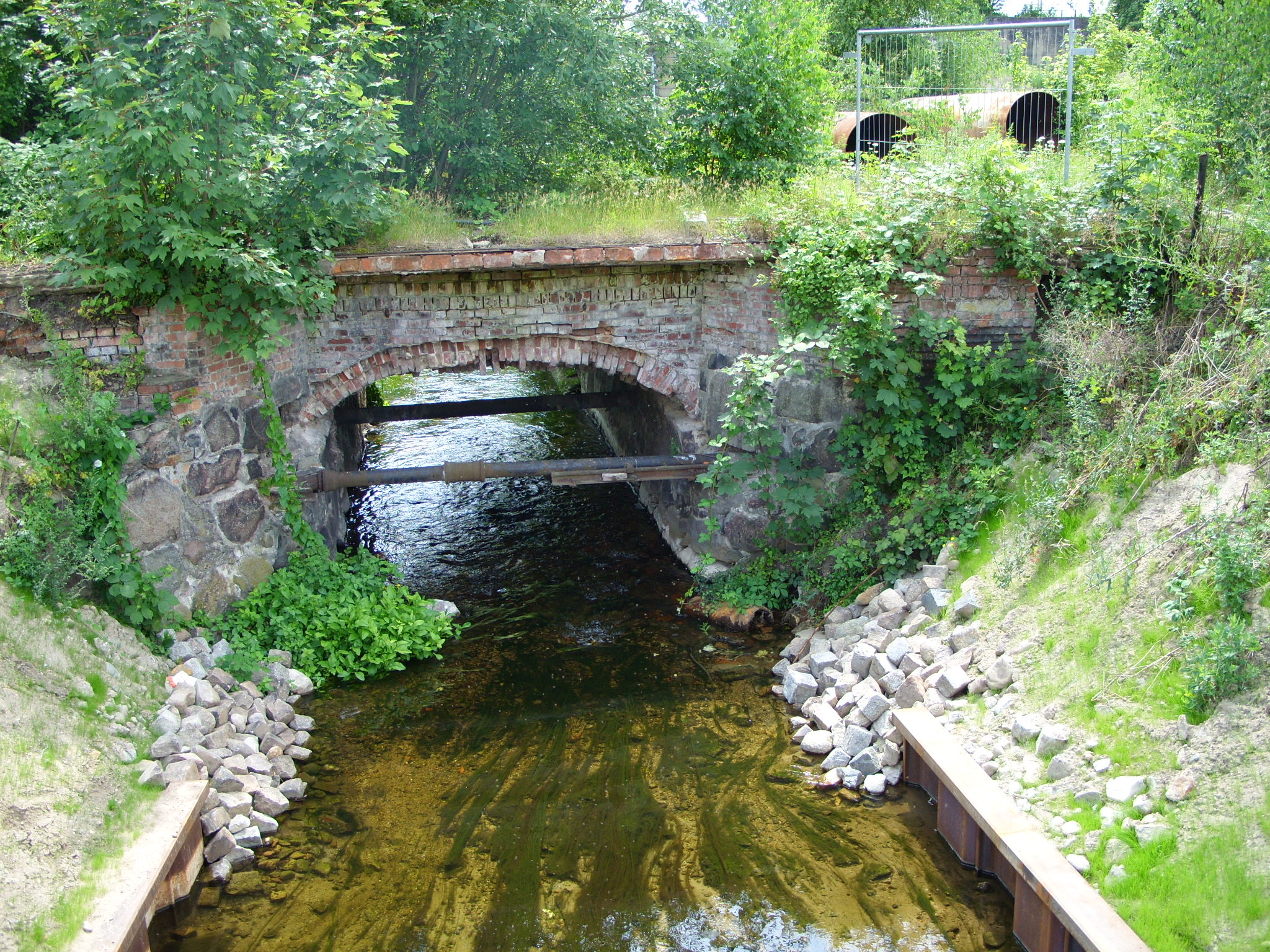
Aubachbrücke aus dem Jahr 1773
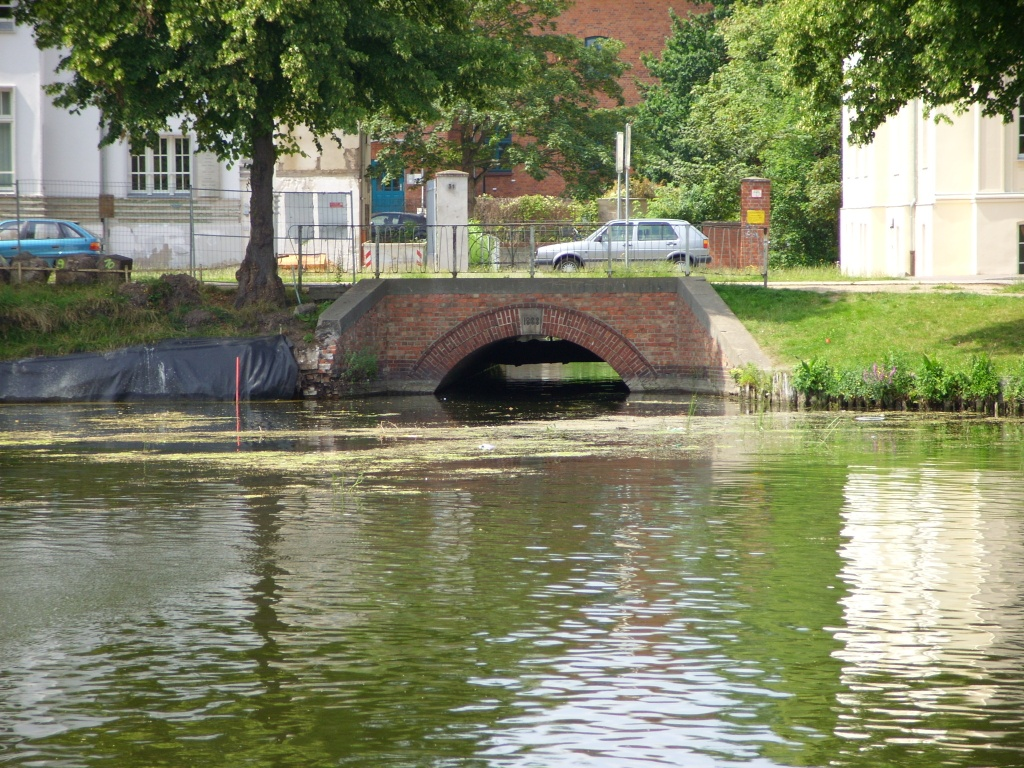
Mündung des Aubachs in den Pfaffenteich

| Technische Bauwerke  | Straße                          | Bemerkung zum Bachlauf und Umgebung | Brückenbilder | Bachbilder |
| -------------------- | ------------------------------- | --- | ------------- | ---------- |
| Straßenbrücke        | Barner Stücker Str.             | Bachbreite ca. 3 m, Überquerung des Barnerstücker Sees, Ein- und Ausfahrt durch Schilf |               |            |
| Landwegbrücke        | alter Feldweg nach Barner Stück | Holzbau, an der Brücke ist ein Flusspegelhäuschen |               |            |
| Straßenbrücke        | B 104                           | Dreispurige Betonbrücke, Tal mit Feuchtwiesen und bergiger Weidelandschaft, entlang des Flassbroek und Swienborn |               |            |
| Straßenbrücke        | Medeweger Straße                | Geringe Durchfahrtshöhe für Kanuten, Durchfahrt zum 2,1 km langen Medeweger Sees, auf ihm schwimmt ein „U-Boot“, eine Wasserbehandlungsanlage. Am Westufer befindet sich das ehemalige Gosewinkler Wasserwerk (siehe hierzu Medeweger See) |               |            |
| Eisenbahnbrücke      | Strecke Schwerin – Bad Kleinen  | Uferkleingärten, Ziegelbrücke, Fahrt zwischen ehemaligem Güterbahnhof und Lewenberg |               |            |
| Straßenbrücke        | B104 Obotritenring              | vierspurige Betonbrücke |               |            |
| Bischofsmühlenbrücke | historische Ziegelbrücke        | Brücke von 1773, schnelle Strömung der Baches, Steine im Bachbett |               |            |
| Straßenbrücke        | Wismarsche Straße               | vierspurige Betonbrücke mit zwei Straßenbahngleisen |               |            |
| Straßenbrücke        | Alexandinenstraße               | Brückenbaujahr 1888, Durchfahrt zum Pfaffenteich, links am befestigten Ufer dann eine Rampe zum Kanuaussetzen |               |            |